# WSOF 3
WSOF 3: Fitch vs. Burkman 2 foi um evento de artes marciais mistas promovido pelo World Series of Fighting, ocorrido em 14 de junho de 2013 no Hard Rock Hotel and Casino em Las Vegas, Nevada.

## Background
Tyrone Spong era esperado para fazer sua segunda aparição na promoção nesse evento numa luta contra Angel DeAnda. Porém, em 1 de Maio, foi anunciado que ele teria que se retirar do card devido à problemas com seu visto.
A luta entre Rolles Gracie e Dave Huckaba aconteceria nesse evento, porém Gracie foi forçado a se retirar com uma lesão e a luta foi cancelada.
Jeff Smith substituiu o também lesionado Chris Greutzemacher no card preliminar.